# 馬自達風籟
馬自達風籟（日语：マツダ·風籟〔ふうらい〕；Mazda Furai）是一款馬自達於2007年12月27日發表的概念車，車身設計採用風的形象。2008年北美底特律車展正式亮相，同年又參加了加拿大國際汽車展。
風籟在日文中的意思是風聲，它是馬自達第五款以「流動」作為設計主題的概念車。該款車是以該公司在2005年參加美國利曼系列賽的Courage C65底盤為基礎所開發，配備具有450匹馬力的654c.c. X 320B型三轉子引擎，使用E100純乙醇燃油为燃料，不過該款概念車自2009年後再无新动向，直至2012年12月英國廣播公司著名的汽車節目《Top Gear》在網站上披露风籁在一次賽道測試中自燃，几近全毁。

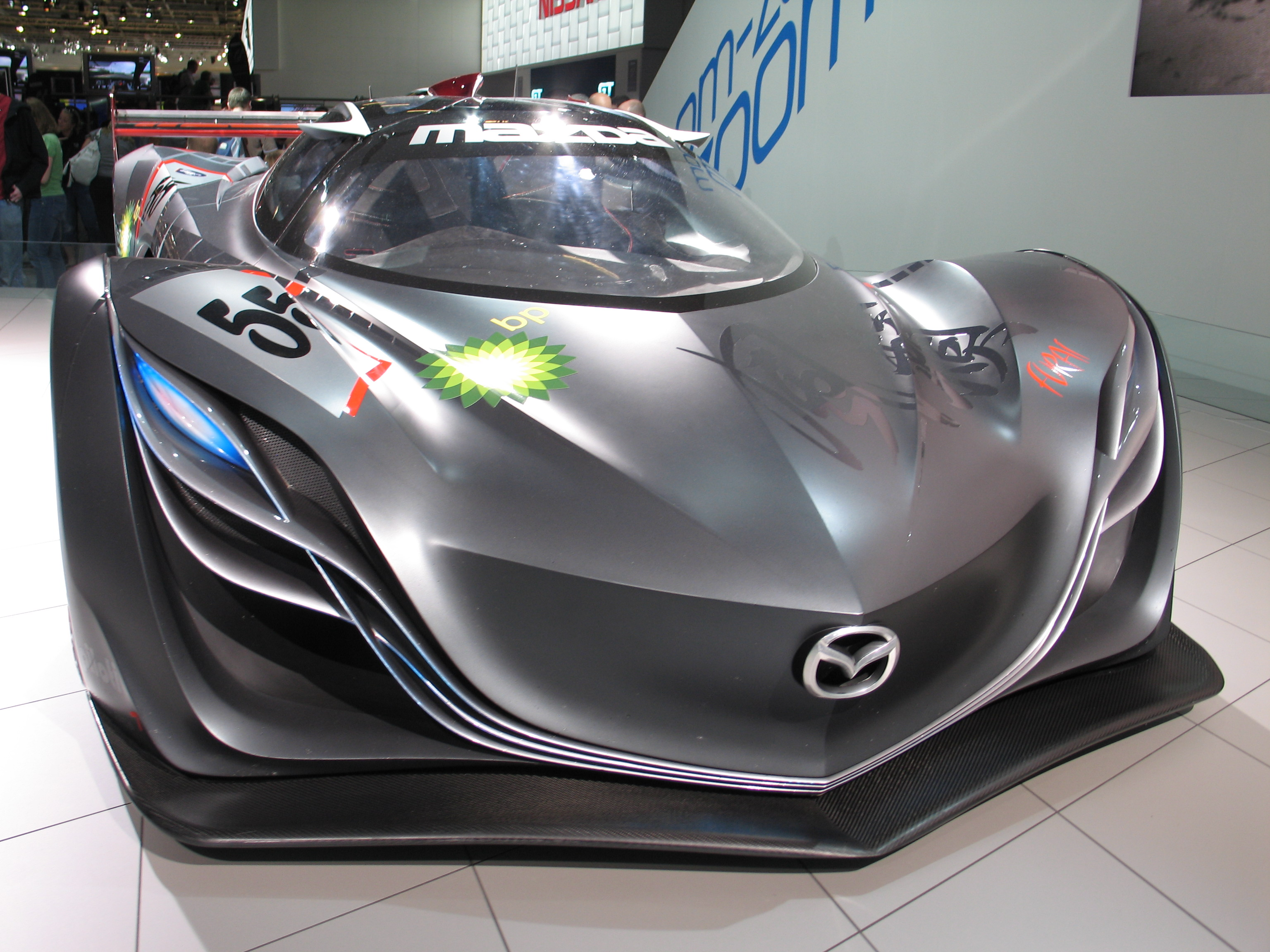
車頭
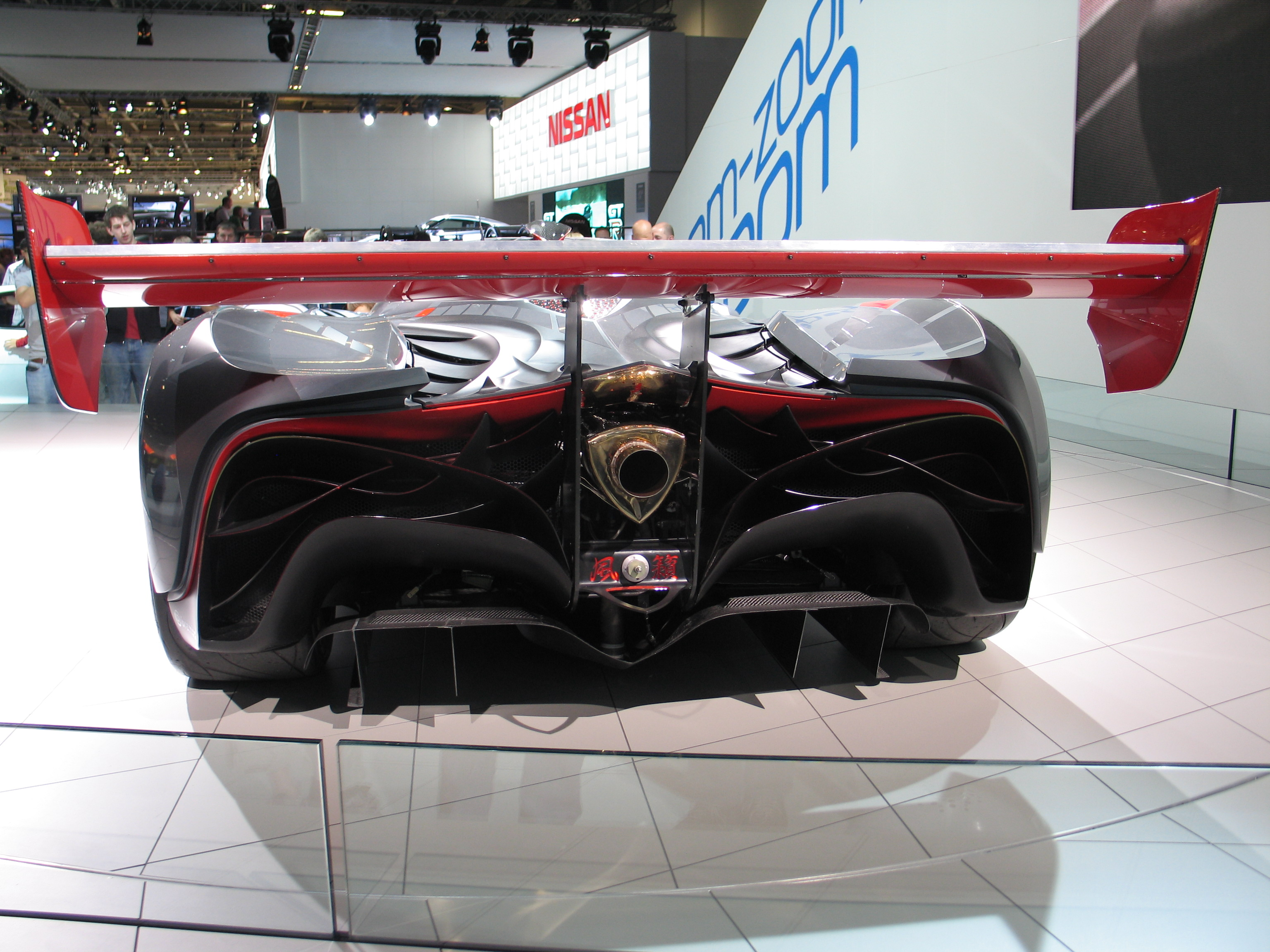
車尾
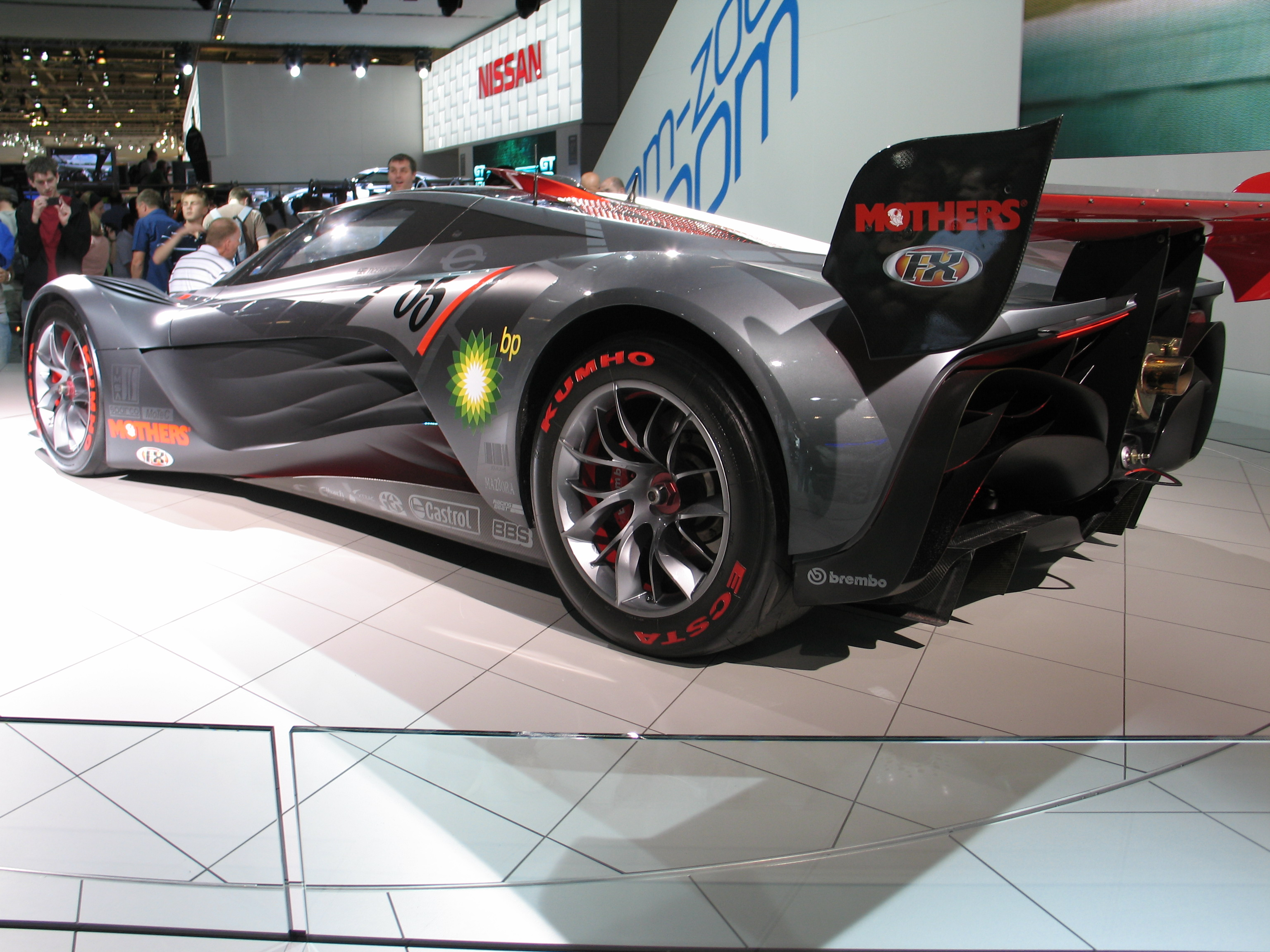
車側
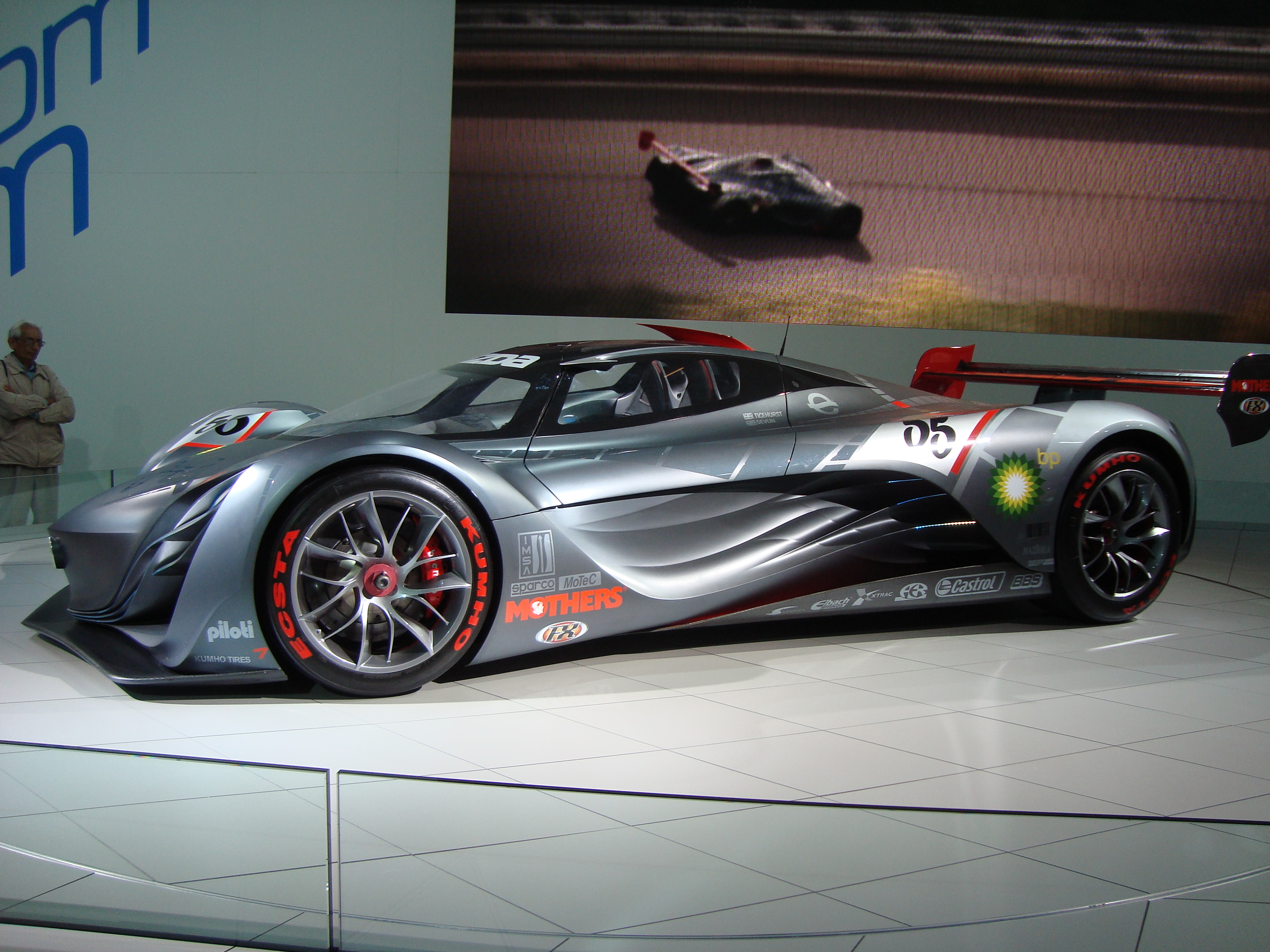
車側

## 外部連結
- （日語）【MAZDA】マツダ、2008年北米国際自動車ショーにコンセプトカー「マツダ風籟（ふうらい）」を出品